# Pertti Ukkola
Pertti Ukkola (né le 10 août 1950 à Sodankylä) est un lutteur finlandais, spécialiste de la lutte gréco-romaine.
Champion olympique à Montréal en 1976, dans la catégorie poids coq, il est élu sportif de l'année en Finlande en 1977. 